# The Fool's Revenge
The Fool's Revenge er en amerikansk stumfilm fra 1916 af Will S. Davis.

## Medvirkende
- William H. Tooker som Anson.
- Maude Gilbert.
- Ruth Findlay som Ethel.
- Richard Neill som Randall